# اقلیم موسمی حاره‌ای

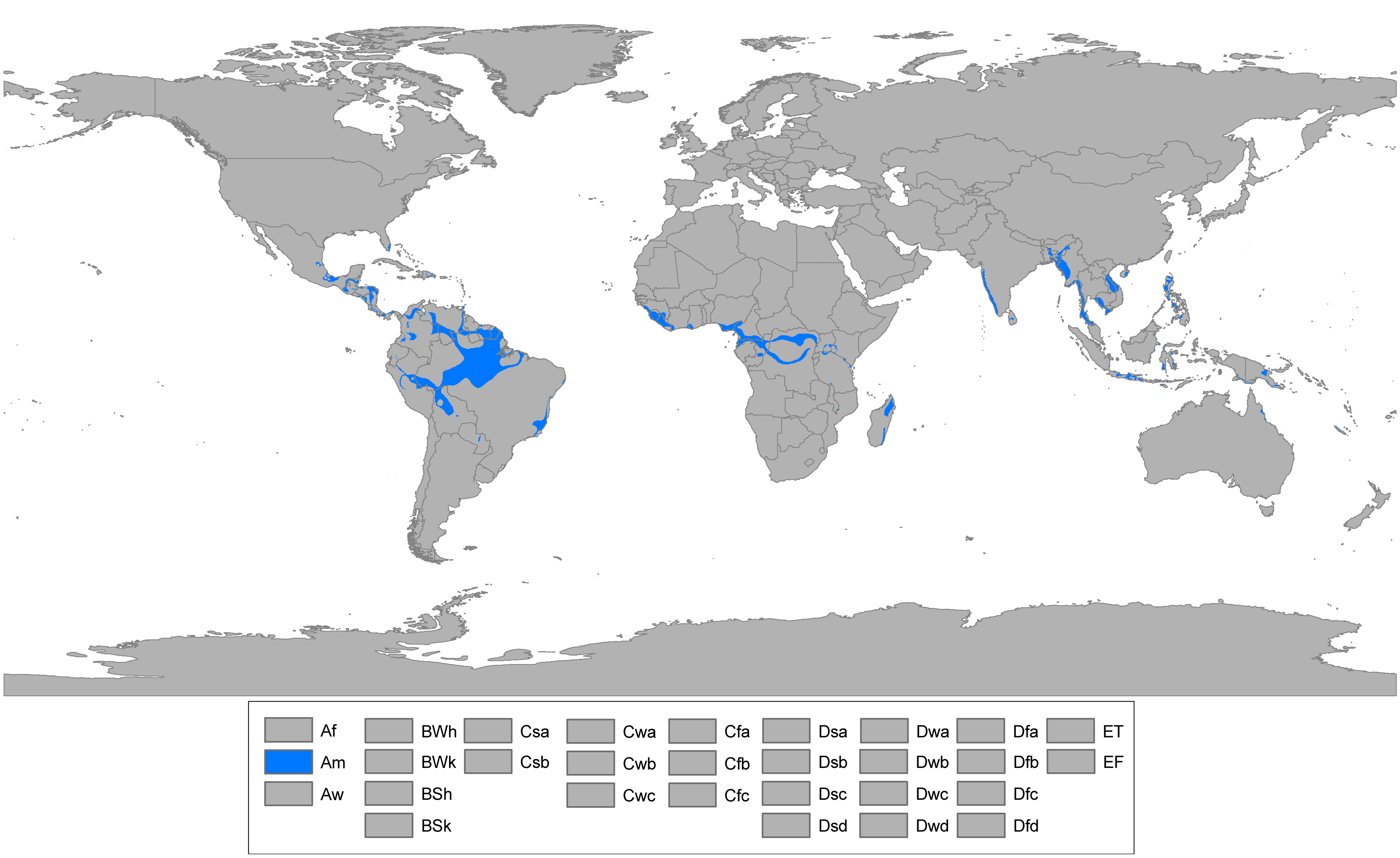
پراکندگی اقلیم موسمی حاره‌ای (Am) در جهان.

اقلیم موسمی حارّه‌ای (به انگلیسی: Tropical monsoon climate) که گاهی اقلیم مرطوب حارّه‌ای، موسمی، جنب‌استوایی و اقلیم کرانه‌ای بادهای بسامان نیز نامیده می‌شود، اقلیمی نسبتاً کمیاب در طبقه‌بندی‌های اقلیمی است. در طبقه‌بندی اقلیمی کوپن این اقلیم با حروف Am نشان داده می‌شود.
اقلیم موسمی در همهٔ ماه‌های سال دارای میانگین دمای ماهانهٔ بالای ۱۸ درجهٔ سانتیگراد است و مانند اقلیم ساوان دارای فصل خشک و مرطوب است، ولی برخلاف اقلیم ساوان خشک‌ترین ماه اقلیم موسمی کمتر از ۶۰ میلی‌متر باران به خود می‌بیند، ولی میزان بارش خشک‌ترین ماه بیشتر از یک بیست و پنجم کل بارش سالانه است. دیگر تفاوت اقلیم موسمی با اقلیم ساوان این است که اقلیم موسمی نسبت به اقلیم ساوان دارای نوسان دمای کمتری در طول سال است. خشک‌ترین ماه این اقلیم تقریباً همیشه هنگامی روی می‌دهد که آن سوی خط استوا انقلابین آغاز گشته است.
در سامانه طبقه‌بندی اقلیمی کوپن، سه نوع اصلی اقلیم در گروه A وجود دارد: اقلیم جنگل‌های بارانی حاره‌ای (Af)، اقلیم موسمی حاره‌ای (Am) و اقلیم گرم‌دشت حاره‌ای (Aw یا As). هر سه دسته در این اقلیم بر اساس بارش (P) خود طبقه‌بندی می‌شوند و Pdry نشان‌دهنده بارش در خشک‌ترین ماه سال است. در اقلیم موسمی حاره‌ای، Pdry باید در محدوده‌ای بین {\displaystyle (100-{\tfrac {mean\ annual\ precipitation\ in\ mm}{25}})} تا ۶۰ میلی‌متر (۲٫۴ اینچ) باشد.
اقلیم موسمی حاره‌ای با بازه دمایی سالانه کوچک، دمای بالا و بارندگی فراوان مشخص می‌شود. این اقلیم همچنین دارای فصل خشک کوتاهی است که تقریباً همیشه در زمستان رخ می‌دهد. اقلیم موسمی حاره‌ای اغلب در کشورهای جنوب و جنوب شرق آسیا بین عرض‌های جغرافیایی ۱۰ درجه شمالی و مدار رأس‌السرطان دیده می‌شود. این اقلیم در غرب آفریقا و آمریکای جنوبی نیز یافت می‌شود. دمای سالانه مناطق با اقلیم موسمی حاره‌ای نیز پایدار است.
اقلیم موسمی حاره‌ای دارای ویژگی اصلی زیر است: میانگین سالانه دما در حدود ۲۷٫۰۵ درجه سانتی‌گراد (۸۰٫۶۹ درجه فارنهایت) است و بازه تغییرات میانگین دمای سالانه حدود ۳٫۶ درجه سانتیگراد (۲ درجه فارنهایت) است. تمایز بین فصل‌های مرطوب و خشک در اقلیم موسمی حاره‌ای به دلیل بارش غیر یکنواخت در طول سال با سایر اقلیم‌های حاره‌ای متفاوت است. بارندگی در تابستان زیاد است و در زمستان فصل خشک کوتاهی رخ می‌دهد. این اقلیم دارای میانگین بارندگی سالانه ۳۴۰۹٫۲ میلی‌متر و بارش تابستانی ۳۱۱۵٫۹ میلی‌متر و بارش زمستانی ۲۹۳٫۳ میلی‌متر است.
سه فصل اصلی اقلیم موسمی حاره‌ای وجود دارد: فصل خشک سرد از پاییز تا اواخر زمستان، فصل گرم و خشک در بهار و فصل بارانی یا باران‌های موسمی در نزدیکی یا در طول ماه‌های تابستان است.
جنگل‌های موسمی حاره‌ای عمدتاً از سه ساختار لایه ای تشکیل شده است: لایه اول لایه سطحی است که لایه ای بسیار متراکم از بوته‌ها و علف‌ها است. لایه دوم، لایه زیراشکوب با درختانی به ارتفاع حدود ۱۵ متر است. بالاترین لایه، تاج‌پوش نامیده می‌شود که دارای درختانی از ۲۵ تا ۴۰ متر است و این درختان نزدیک به‌هم رشد می‌کنند، در حالی که در بالای آن لایه‌ای جدید با درختان پراکنده و بلندتر از ۳۵ متر است.